# Empis syrovatkai
Empis syrovatkai là một loài dance fly, trong họ Empididae. Loài này có ở Fennoscvàia đến miền bắc Nga và in Đan Mạch, Benelux, Đức, Thụy Sĩ, Áo, Cộng hòa Séc, Slovakia và Hungary.

## Hình ảnh

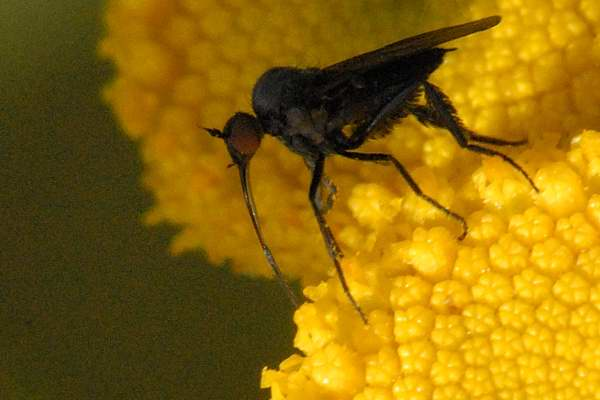